# OLED
OLED (engl. organic light-emitting diode) vrsta je svetleće diode (LED) koja emituje svetlost koja se sastoji od organskih komponenti.
OLED ekrani rade tako što se električna struja propušta kroz organski materijal koji tom prilikom ispušta svetlost. Budući da ovakav proces ne zahteva pozadinsko osvetljenje, OLED ekrani su tanji, štedljiviji u pogledu potrošnje energije ali još uvek nisu jeftiniji od postojećih LCD ili plazma ekrana.
OLED ekrani se već koriste u nekim modelima mobilnih telefona i drugim prenosivim uređajima, kao što su MP3 plejeri. Krajem 2008. godine, kompanija Sony je počela sa prodajom 11-inčnog OLED televizora nazvanog XEL-1. Sonijev televizor je dobio pohvale za kvalitet slike i veličinu (debljina je svega 3 mm), ali je njegova cena i dalje veoma visoka. Sa usavršavanjem proizvodne tehnologije i povećanjem proizvodnje očekuje se snižavanje cene OLED televizora.
Za razliku od LCD-a, koji koristi uglavnom neorganske komponente (silicijum, germanijum, galijum, arsenid, ili metale), OLED kako mu samo ime kaže - koristi neke organske, ili makar hibride organsko-neorganskih materijala. Organski materijali obećavaju dobre karakteristike kao što su širok spektar radnih temperatura, fleksibilnost i dobra provodljivost.

## Zanimljivosti
Tim naučnika trenutno radi na „razmazivom“ OLED-u, masi koja bi se mogla namazati ili raširiti na bilo koji tip površine, čime bi se dobio OLED displej debljine 100nm. Takav displej koristio bi energiju Sunca, jer bi tako namazan displej takođe bio i solarni panel odakle bi se napajao OLED, što je moguće zbog sličnih principa rada OLED i solarnih ćelija. 

## OLED TV
televizori (engl. Organic Light-Emitting Diode TVs) su uređaji koji koriste fizičku pojavu elektroluminescencije da bi prikazali pokretne ili statične slike. OLED predstavlja varijantu LED tehnologije koja se osim za izradu televizijskih ekrana koristi i za izradu ekrana za mobitele, kamere i druge slične uređaje. Glavne prednosti su bolja kvaliteta slike, manja potrošnja električne energije te izrada tanjih ekrana, dok je najveći nedostatak relativno visoka cena.

### Šta je
Iako industrijom televizora trenutno dominiraju uređaji koji koriste panele sa ekranima od tečnog kristala, poznatije pod imenom LCD paneli, OLED tehnologija takođe postaje sve zastupljenija i popularnija, te tako stiče velike šanse da u budućnosti sa trona skine stariju, „rivalsku” tehnologiju izrade ekrana. Ideja da se razviju OLED ekrani došla je posmatranjem svitaca, jer su ovi insekti u stanju da stvore svetlost uprkos činjenici da — očigledno — na sebi nemaju nikakve električne uređaje sa tradicionalnim lampama. Naučnici su zaključili da mora da postoji prirodni organski materijal koji emituje svetlost kao odgovor na električnu struju, a ispostavilo se da su bili u pravu. Malopre opisana fizička pojava, stručno nazvana elektroluminescencija koristi se u OLED (engl. Organic Light-Emitting Diode — „organska dioda koje emituje svetlost”) ekranima koji imaju poluprovodnike od organskog materijala koji može da stvori ovaj efekat kada se postavi između anode i katode. Jednostavno rečeno, taj materijal emituje svetlost kao odgovor na elektricitet. Važna prednost ovog sistema je to što on zahteva veoma malo prostora, čime je omogućeno da svaki piksel ili „podpiksel” dobije svoj sopstveni OLED izvor svetlosti koji može zasebno da se kontroliše. U praksi to znači da svetlost svakog pojedinačnog piksela može da se uključi ili isključi. Zbog toga, slično kao i kod plazma ekrana, a nasuprot LCD tehnologiji kod koje određena količina pozadinskog osvetljenja uvek prođe kroz tečni kristal, OLED tehnologija može da prikaže istinsku crnu boju te tako ponudi mogućnost beskonačnog odnosa kontrasta.

### tehnologija
Već duže vreme traju eksperimenti kako da se proizvede TV sa velikim OLED panelima, ali većina tih pokušaja bila je neuspešna zbog problema sa životnim vekom i troškovima proizvodnje. U 2015. godini LG je bila jedina kompanija koja je nudila takve televizore zahvaljujući svojoj jedinstvenoj, pouzdanoj i relativno jeftinoj WOLED (ili White OLED) tehnologiji, koju je kompanija sama razvila. Za razliku od tradicionalnih RGB panela, pikseli u WOLED panelima se ne sastoje od tri različito obojena „podpiksela” (crvenog, zelenog i plavog), već se umesto toga koristi isključivo OLED izvor svetlosti toniran u belo za svoje piksele ispred kojih su postavljeni filteri boja. Kao dodatna prednost, ova metoda upotpunjuje tri osnovne boje četvrtom — belom, zahvaljujući kojoj se povećava nivo osvetljenosti, a smanjuje potrošnja električne energije.

### Dostupni proizvodi
Iako je LG trenutno jedina kompanija koja nudi OLED televizore, asortiman ovih proizvoda uopšte nije mali i nije ograničen na svega nekoliko modela. U 2014. godini, ova južnokorejska korporacija već je napravila flotu od pet modela, a godinu dana kasnije proširila ju je sa još jedanaest, među kojima se nalaze i televizori sa Full HD i Ultra HD rezolucijom.

### Prednostitelevizora
U poređenju sa LCD televizorima, OLED televizori daju daleko veći odnos kontrasta, uglove gledanja te skalu boja, što sve rezultuje daleko boljim kvalitetom slike uz istu potrošnju energije. Ova tehnologija takođe omogućava proizvođačima da prave mnogo tanje i kompaktnije uređaje, kao što je i učinjeno sa OLED televizorima koji su debljine svega pola centimetra, a pored toga nađeno je i rešenje za proizvodnju televizora sa zakrivljenim ekranom. Asortiman OLED proizvoda će se u budućnosti proširiti, budući da su u toku istraživanja koja obećavaju da je moguć razvoj ekrana koji mogu da se savijaju. Teoretski, ovi proizvodi bi mogli da se nađu na tržištu za par godina.

## Spoljašnje veze
- OLED100 — Projekt Evropske unije
- Struktura i princip rada OLED displeja Архивирано на веб-сајту  (11. октобар 2008)